# 岩手女子高等学校
岩手女子高等学校（いわてじょしこうとうがっこう）は、岩手県盛岡市にある私立高等学校。通称は岩女（がんじょ）。学校法人岩手女子奨学会が運営している。

## 沿革
- 1921年 盛岡実科高等女学校として開校
- 1927年 岩手高等女学校と改称
- 1948年 岩手女子高等学校と改称
- 1965年 衛生看護科を新設
- 1984年 衛生看護専攻科新設
- 2000年 福祉教養科新設
- 2002年 衛生看護科、同専攻科を5年生一貫教育として看護科を設置

## 設置課程
- 全日制課程
  - 普通科
    - 医療系進学コース
    - 文系進学コース
    - 総合コース

  - 看護科
  - 福祉教養科
- 看護科専攻科（5年一貫教育）

## かつての姉妹校
- 岩手看護短期大学（2020年閉校）

## 出身者
- しのへけい子 - 女優

## アクセス
JR東日本・IGRいわて銀河鉄道、盛岡駅より徒歩12分。